# Kent Ridge Park
Kent Ridge Park est un parc public de 47 hectares situé dans l'ouest de Singapour, entre l'université nationale de Singapour et le Singapore Science Park (en). En raison de son habitat paisible et de sa flore abondante, c'est un lieu très apprécié des observateurs d'oiseaux et des éco-touristes.
Durant la Seconde Guerre mondiale, une colline du parc a été le lieu d'une des dernières et des plus violentes batailles qui opposa le Royal Malay Regiment à l'armée d'invasion japonaise, la bataille de Bukit Chandu (également connue sous le nom de bataille de Pasir Panjang (en)), du 12 au 14 février 1942.
Le parc a été inauguré officiellement en 1954, et a été classé par le National Heritage Board comme l'un des 11 sites de la Seconde Guerre mondiale à Singapour en 1995.

## Histoire
L'espace occupé par Kent Ridge Park et l'université nationale de Singapour était autrefois connu sous le nom de « Pasir Panjang Ridge », et était à l'origine une forêt humide à feuillage persistant. La végétation naturelle du parc se compose désormais de bosquets de Tembusu, Adinandras et Dillenias. Lorsque les premiers colons sont arrivés à Singapour au début du XIXe siècle, ils ont cultivé l'hévéa, le poivre, le gambier ou encore l'ananas sur la crête. Pendant la Seconde Guerre mondiale, il a été utilisé comme forteresse par les Britanniques dans la défense de Singapour. Beaucoup de ces plantations ont été détruites ou abandonnées pendant l'occupation japonaise (1942-1945), permettant aux cultures sauvages de croître.
Le 23 février 1954, le gouverneur de Singapour, John Fearns Nicoll a dévoilé une plaque déclarant que la zone avait été rebaptisée Kent Ridge pour commémorer la visite par la duchesse de Kent et son fils, le duc de Kent, le 3 octobre 1952. La plaque a été érigée à la jonction de ce qui est maintenant Prince George's Park et South Buona Vista Road.

## Le parc aujourd'hui

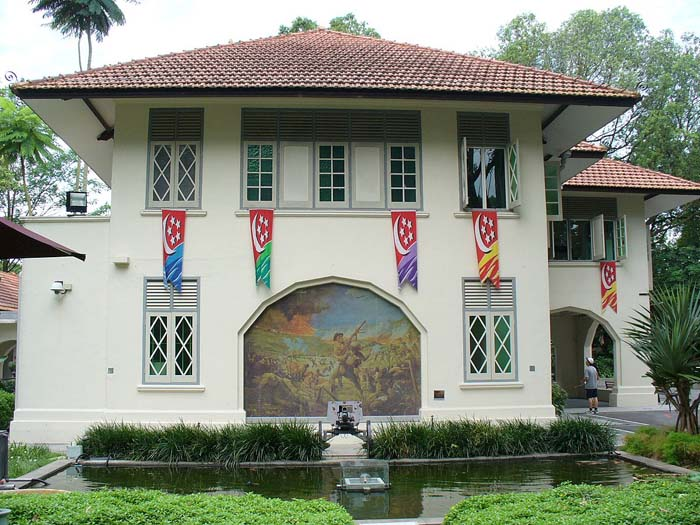
Le musée de la guerre, Reflections at Bukit Chandu, à 31K Bukit Chandu. La fresque sur le mur du musée est une vue d'artiste de la bataille de Bukit Chandu.

Autrefois utilisés comme maisons de hauts officiers britanniques, les derniers bungalows en noir et blanc colonial à 31K Bukit Chandu ont été restaurés et convertis en un musée de la Seconde Guerre mondiale intitulé Reflections at Bukit Chandu, commémorant la guerre et ceux qui y ont participé. À l'origine, il y avait deux petits bungalows en dessous de 31K, mais ils ont été démolis en 1987 pour faire place à un parking public. Il y a trois statues grandeur nature et une plaque devant le musée, honorant le Régiment malais et commémorant la vie de ceux qui sont morts.
Kent Ridge Park, Labrador Park, et le musée de la guerre, font partie du district historique de Pasir Panjang qui se concentre sur les lieux liés à la Seconde Guerre mondiale dans l'ouest de Singapour. Ensemble avec Fort Siloso (en) à Sentosa et The Battle Box (en) à Fort Canning, ils servent de rappel à un chapitre important dans l'histoire moderne de Singapour. Près de l'aire de jeux pour enfants du parc, il y a un marqueur de site du patrimoine, montrant le lieu de la bataille de Pasir Panjang (en) de 1942.
Le parc possède aussi quelques pièces d'artillerie militaire désaffectées — deux obusiers M114 155 mm et un char léger AMX-13 — en exposition permanente, donnés par le Ministère de la Défense. Les installations du parc incluent des points de fitness, des belvédères, un sentier nature, un terrain polyvalent et une promenade canopée. Le point culminant du parc est de 61 mètres au-dessus du niveau de la mer, où l'on peut admirer une vue panoramique sur la côte de Pasir Panjang (en) et certaines des Southern Islands (en), à environ 5 km au large de la côte sud-ouest de Singapour. Des îles telles que Pulau Bukom et Pulau Semakau sont visibles par temps clair.

## Faune et flore

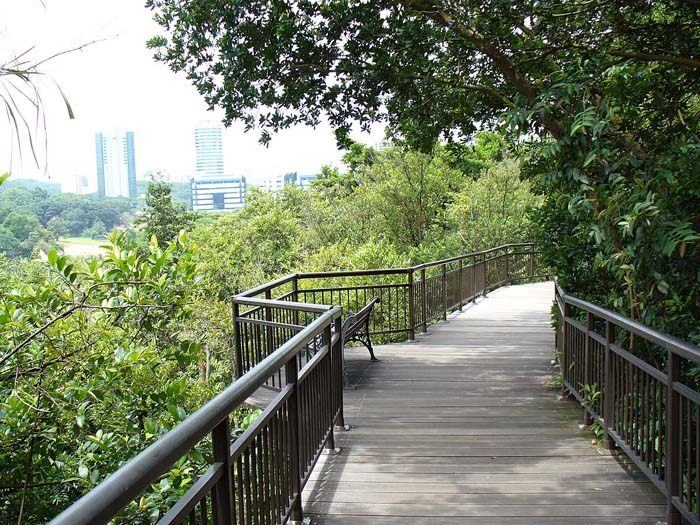
Une section de la promenade canopée longue de 280 mètres dans le Kent Ridge Park.

Le parc est géré par le National Parks Board, et est ouvert tous les jours au public. L'entrée est gratuite, sauf pour le musée de la guerre. Le parc est accessible via les entrées sur Vigilante Drive et Pepys Road. La plupart des autres parties sauvages du parc sont constituées d'une forêt secondaire avec des plantes indigènes de Singapour et de la péninsule de Malaisie comme le tembusu, l'amboine, le Pulai commun, le Rhododendron de Singapour, les Nepenthes et Dillenia suffruticosa.
Des sentiers traversent le parc, dont un pour le VTT, presque parallèlement le long de la crête. On trouve également un étang naturel avec des poissons et des tortues dans le nord-ouest du parc. Une promenade canopée de 280 mètres de long a été complétée dans la partie orientale du parc en octobre 2003, reliant Kent Ridge Park au musée de la guerre. Le long de la promenade, on trouve des panneaux d'information fournissant des informations éducatives sur la faune et la flore du parc.
En raison de son habitat intact et de la flore abondante, Kent Ridge Park a longtemps été un sanctuaire d'oiseaux pour les oiseaux migrateurs et résidents durant la saison hivernale. En tant que tel, il est l'un des quatre sites populaires de l'observation des oiseaux sur le continent à Singapour avec Pasir Ris Park, Fort Canning Park et la réserve de Sungei Buloh Wetland. Les oiseaux présents dans le parc incluent le Garrulaxe à huppe blanche, le Martin-chasseur à collier blanc, le Pygargue blagre, le Pic minium, le Colombar giouanne, le Guêpier à queue d'azur, le Râle à poitrine blanche et la Tourterelle tigrine.
Éco-tours et visites du patrimoine sont régulièrement organisées par divers groupes d'intérêt spéciaux tels que le Nature Society Singapour et le Raffles Museum of Biodiversity Research, pour les étudiants et le public en général.